# Riserva di monte Arcosu
La Riserva di Monte Arcosu o Oasi del Cervo e della Luna, è un'area naturale protetta situata all'interno del Parco di Gutturu Mannu nella città metropolitana di Cagliari, di proprietà del WWF Italia e gestita in accordo con la Fondazione Domus de Luna dal 2019. Fra le oasi naturalistiche del WWF è la più estesa in Italia, con 3650 ettari di superficie, di cui 3 000 acquisiti nel 1985, altri 600 nel 1996, gli ultimi 50 nel 2020.
La finalità prioritaria della riserva è la salvaguardia del cervo sardo e del suo habitat naturale. L'interesse naturalistico di quest'oasi si estende tuttavia ad altri esemplari della fauna, alla flora, al paesaggio. Nell'insieme, la riserva di Monte Arcosu si integra in un'area di 30-35 000 ettari, che ospita la più vasta estensione di macchia, macchia-foresta e foresta mediterranea d'Europa.
Le infrastrutture della riserva sono su 4 diversi livelli, collegati tra loro da una rete di sentieri in fase di rifacimento dopo il nubifragio che ha colpito la zona nel 2018. Centro di accoglienza, foresterie e rifugi sono oggetto di un intervento di ristrutturazione finalizzato allo sviluppo della componente sociale del progetto con Fondazione Domus de Luna: inserimento lavorativo di persone in categorie protette e ampliamento degli itinerari didattici differenziati a favore di scuole e famiglie.

## Territorio

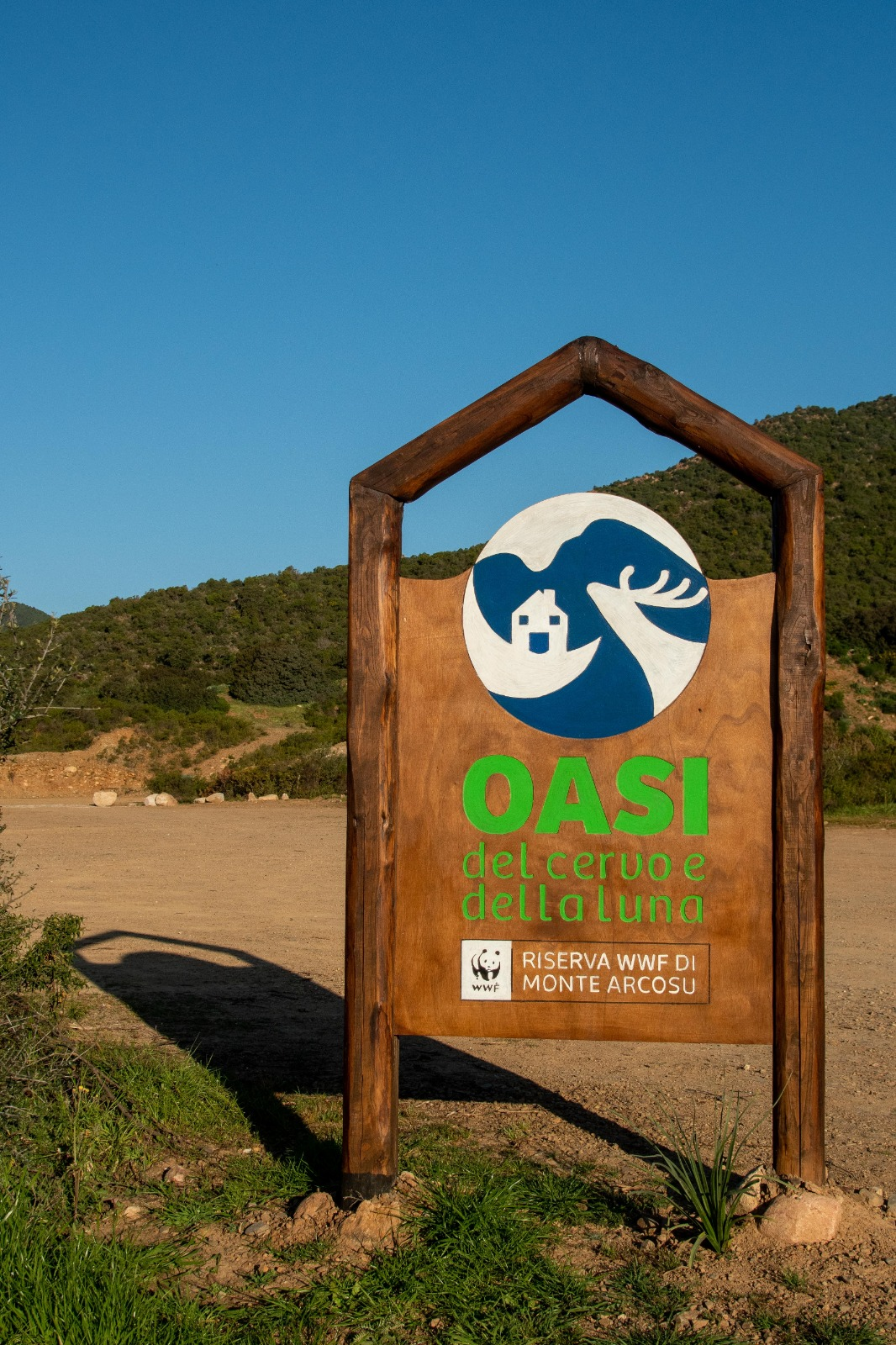
Ingresso Oasi del Cervo e della Luna - Riserva WWF di Monte Arcosu

La riserva è ubicata in Sardegna, a poche decine di chilometri da Cagliari, in corrispondenza del versante nord orientale del massiccio del Sulcis. È raggiungibile dalla strada consortile della zona industriale di Macchiareddu-Grogastu, da cui si svolta per la provinciale Capoterra-Santadi. Il bivio per la riserva è situato 500 metri dopo la chiesa di Santa Lucia.
L'area del primo lotto, acquisita nel 1985, corrisponde in gran parte al bacino imbrifero del rio Guttureddu, un affluente del rio Gutturu Mannu. È delimitata ad ovest da uno spartiacque che comprende, da nord-sud, le vette del monte Arcosu (948 m), di monte Genna Strinta (846 m) e del monte Lattias (1086 m). Una seconda formazione montuosa, che si estende al centro della riserva da ovest ad est, raggiungendo la quota massima di 611 m (monte Abius Longus), suddivide l'area in due valli principali, percorse dal rio Guttureddu a sud e dal rio Sa Canna a nord. La valle del rio Sa Canna è delimitata a nord dallo spartiacque dei rilievi che digradano verso est a partire dal monte Arcosu. Quella del rio Guttureddu è delimitata a sud dai rilievi che digradano verso est e successivamente verso nordest a partire dal monte Lattias.
Le due valli confluiscono nel settore nordorientale della riserva, dove è ubicato l'ingresso. I rilievi che le delimitano digradano da una quota di 800-1 000 metri fino a 300 m, i fondovalle digradano da quote di 3-350 metri fino a 100 m s.l.m.
L'area del secondo lotto, acquisita nel 1996, si estende come una lingua a partire dal versante occidentale del monte Lattias e da quello settentrionale del monte Is Caravius in direzione nord-nordovest. È composta da un quadrilatero contiguo all'area del primo lotto che si estende dalle creste a nord del monte Lattias comprendendo il bacino del tratto iniziale del rio Fenugus. Da questo quadrilatero si estende verso nord una fascia che approssimativamente si estende lungo il versante occidentale della valle del rio Camboni, il naturale prolungamento del rio Fenugus dopo la cascata Su Spistiddatroxiu. Questa fascia resta separata dallo spartiacque monte Arcosu-Genna Strinta dalle valli del rio Camboni e del rio Marroccu.
L'ultimo lotto, acquisito a seguito dell'alluvione nel 2018 per assicurare ai visitatori una nuova accoglienza in un territorio sicuro, costituirà a fine lavori la porta d'accesso all'Oasi attraverso la strada di servizio riservata agli operatori e i due sentieri di collegamento alle infrastrutture situate nella zona del rio Sa Canna (Sentiero dell'Oleandro e Sentiero del Corbezzolo)
Il territorio della riserva ha il suo naturale proseguimento, a sud, con la foresta demaniale di Gutturu Mannu di proprietà dell'Ente foreste della Sardegna.

## Morfologia, geologia e idrografia

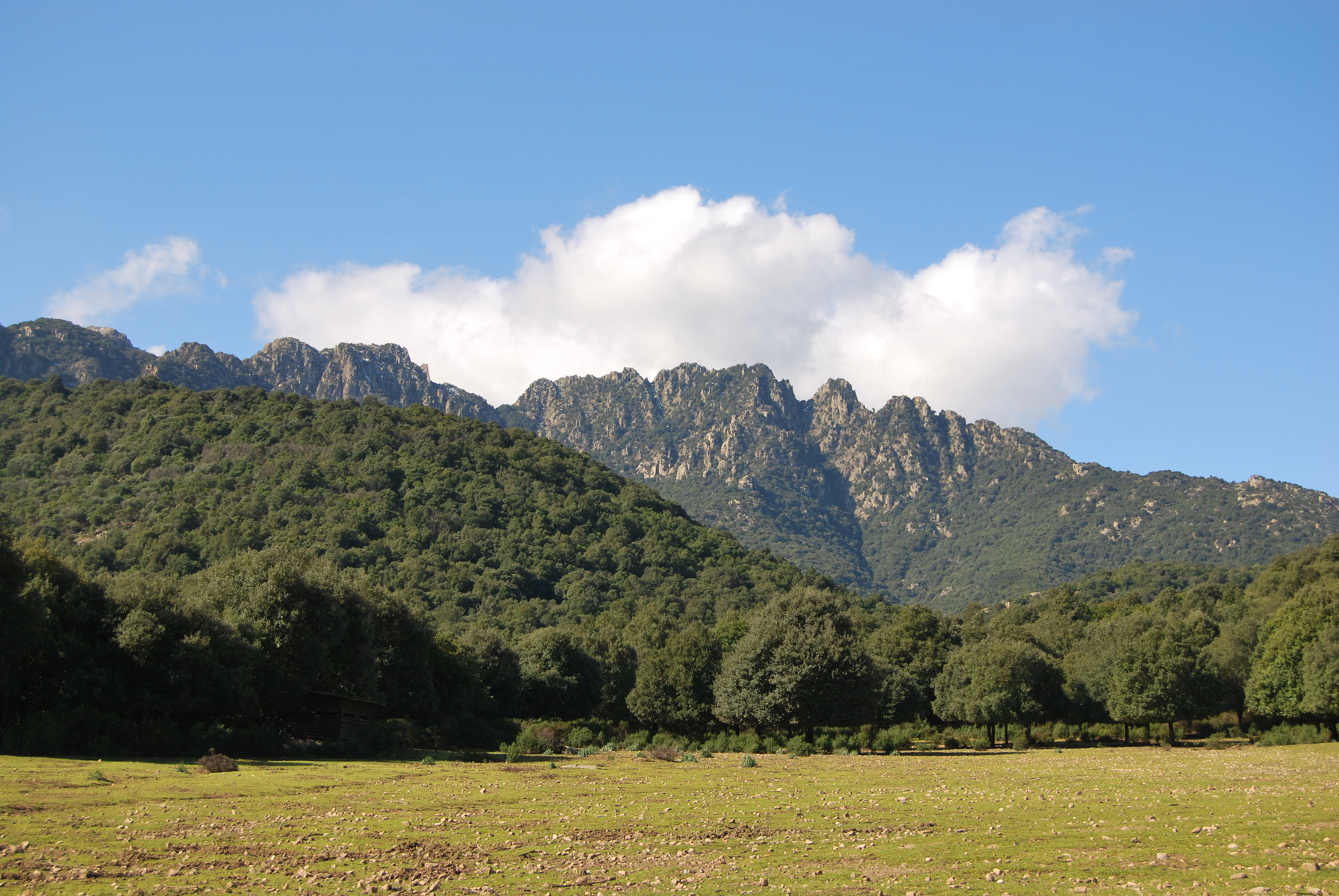
Il monte Lattias

La morfologia del territorio rispecchia quella caratteristica delle montagne del Sulcis, con valli strette attraversate da rivoli a regime torrentizio, pendii scoscesi, a volte rocciosi a volte ricoperti da un suolo povero, poco profondo, e a tessitura grossolana.
L'area del primo lotto è quasi completamente racchiusa da rilievi che digradano, in direzione est e nordest, dai 900-1 000 metri ai 300 metri. Le due valli principali si aprono a nordest confluendo nel cono alluvionale del rio Santa Lucia, che ha la continuità con la piana del Cixerri e quella di Capoterra. Le creste rocciose che delimitano il bacino del rio Sa Canna a nord, separano la riserva dai rilievi collinari che digradano verso la piana del Cixerri. A sud-est la riserva si estende su una formazione collinare di 300-400 metri d'altezza che separa la valle bassa del Guttureddu dalla gola di Gutturu Mannu. A sud e a ovest la morfologia è più accidentata e s'identifica meglio con quella tipica del Sulcis orientale, con rilievi di 7-800 metri intervallati a canaloni stretti e profondi. Il settore occidentale, in corrispondenza dello spartiacque che si estende dal monte Arcosu al monte Lattias è il più suggestivo per la variegata conformazione delle creste montuose.
Il monte Arcosu si erge sul vertice nordoccidentale della riserva come un massiccio ben visibile dalle pianure, anche a distanza, per la sua forma tronco-conica e i pendii scoscesi. A sud di monte Arcosu si estende lo spartiacque occidentale con crinali di minore altezza e morfologicamente più dolci, a tratti interrotti da formazioni rocciose granitiche. La massima quota è in corrispondenza di Genna Strinta (856 m). Ancora più a sud si erge il massiccio di monte Lattias, una delle più alte del Sulcis (1086 m). Il monte Lattias è la formazione geomorfologica più suggestiva del territorio: è composto da una serie di guglie granitiche che formano una ripida parete, profondamente incisa, che domina ad anfiteatro l'alta valle del rio Guttureddu, dove è ubicata una delle foresterie dell'oasi.

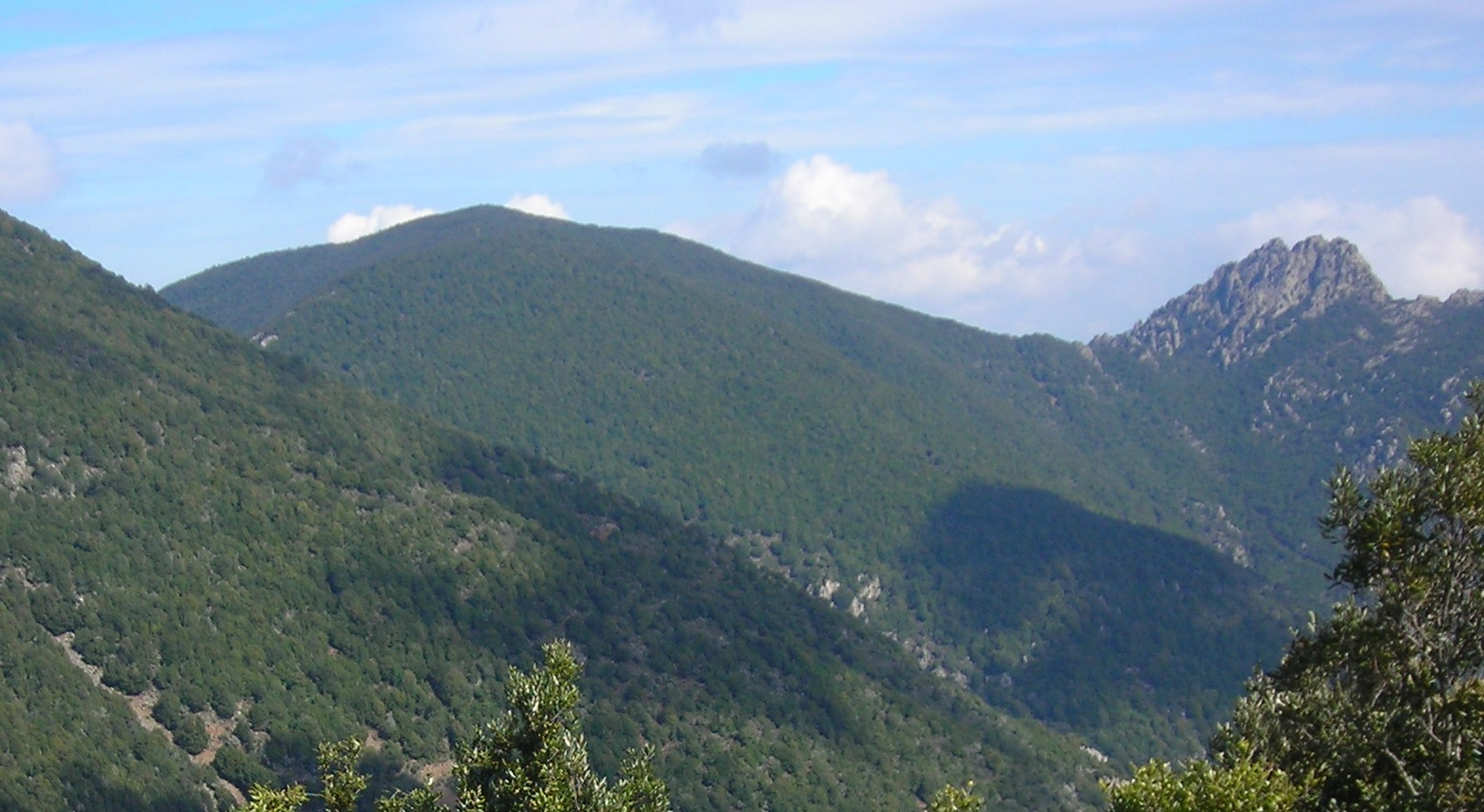
Is Caravius (a sinistra) e il Lattias (a destra) sono tra le vette più alte del Sulcis.

Sul versante occidentale del Lattias e di Genna Strinta ha inizio il lotto di 600 ettari di seconda acquisizione, in uno dei territori più selvaggi e accidentati. A circa 1 km più a ovest di monte Lattias si erge la vetta più alta del Sulcis, monte Is Caravius (1113 m). A differenza del Lattias, granitico e accidentato, Is Caravius è un rilievo di natura scistosa, dalla morfologia dolce e completamente ricoperto da formazioni boschive, rendendolo di non facile individuazione, sia dai territori circostanti sia dalle foto satellitari.
La natura geologica, come in tutto il settore occidentale del massiccio del Sulcis, è variegata. I rilievi più alti (Is Caravius e vette adiacenti) sono composti dai metasedimenti terrigeni della Formazione di Cabitza (Cambriano-Ordoviciano inferiore) alternati agli affioramenti di leucograniti del magmatismo tardo-ercinico (monte Lattias, Genna Spina, Genna Strinta). Il massiccio di monte Arcosu è composto da affioramenti di leucograniti sui pendii e da affioramenti dei metasedimenti terrigeni della formazione di monte Orri (Ordoviciano superiore). I rilievi minori dislocati nel settore a est dello spartiacque Arcosu-Lattias sono rappresentati prevalentemente dai metasedimenti della formazione di monte Orri a sud e ovest e dalle falde di ricoprimento dell'Unità dell'Arburese (arenarie di San Vito) a nordest, a cui si alternano modesti affioramenti granitici. Le formazioni granitiche sono quelle più evidenti perché emergono in corrispondenza delle creste o formano pareti, talvolta estese, alternate a tratti di fitta vegetazione arbustiva.
L'idrografia del territorio è caratterizzata dalla consistente piovosità (circa 1100 mm annui) concentrata soprattutto nei mesi invernali e alternata ad un lungo periodo di siccità che si protrae dalla tarda primavera all'inizio dell'autunno. Il territorio della riserva è percorso da un numero elevato di brevi e scoscesi canaloni che confluiscono in corsi d'acqua a regime torrentizio (Gutturu Mannu, Guttureddu, Sa Canna, Camboni, Marroccu de Siliqua). Nel corso dell'inverno la portata dei torrenti è elevata e impetuosa e non è raro che in periodi di piogge intense, il rio Santa Lucia, il principale effluente di questa regione, sia causa di alluvioni nella piana di Capoterra.

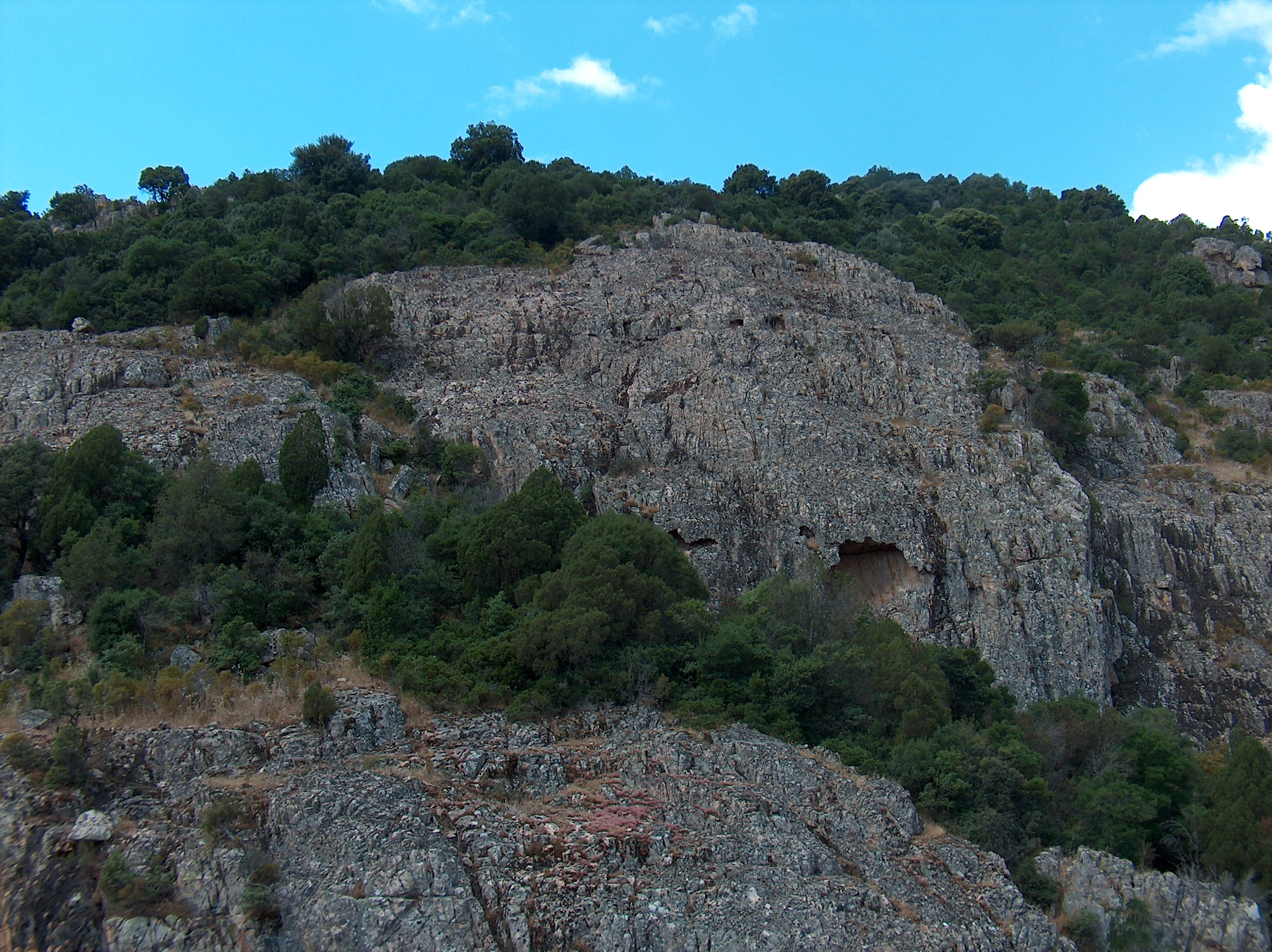
Pareti in granito rosa alternate alla fitta macchia mediterranea.

Nel 2018 le piogge e le piene dei fiumi hanno praticamente cancellato la viabilità distruggendo gran parte dei sentieri, lasciando l’area dell’Oasi di Monte Arcosu completamente isolata.
I deflussi di gran parte del territorio della riserva alimentano il rio Sa Canna e il rio Guttureddu. Il primo raccoglie soprattutto le acque dei versanti meridionali dislocati a nord (monte Arcosu e Punta S'Ala Matta). Il secondo costituisce un bacino imbrifero più ampio, raccogliendo le acque di deflusso dei versanti orientali del monte Lattias e di Genna Strinta e del versante settentrionale dei rilievi che separano la valle del Guttureddu dalla gola di Gutturu Mannu. I due torrenti confluiscono in corrispondenza della foresteria all'ingresso della riserva e dopo alcuni chilometri affluiscono nel Gutturu Mannu per formare il rio Santa Lucia, il quale prosegue nella piana di Capoterra. Le acque di deflusso del settore occidentale della riserva, dislocato a ovest del monte Lattias, alimentano in gran parte il rio Camboni, che prosegue in direzione nord nel territorio di Siliqua.
In primavera la portata diminuisce progressivamente e il decorso torrentizio diventa più tranquillo. Molti rivoli sono già in secca e si alimentano solo in occasione di piogge primaverili più intense. In estate tutti i torrenti entrano in regime di secca, ma sopravvivono a tratti delle pozze, importanti per l'abbeveraggio della fauna selvatica.

## Flora

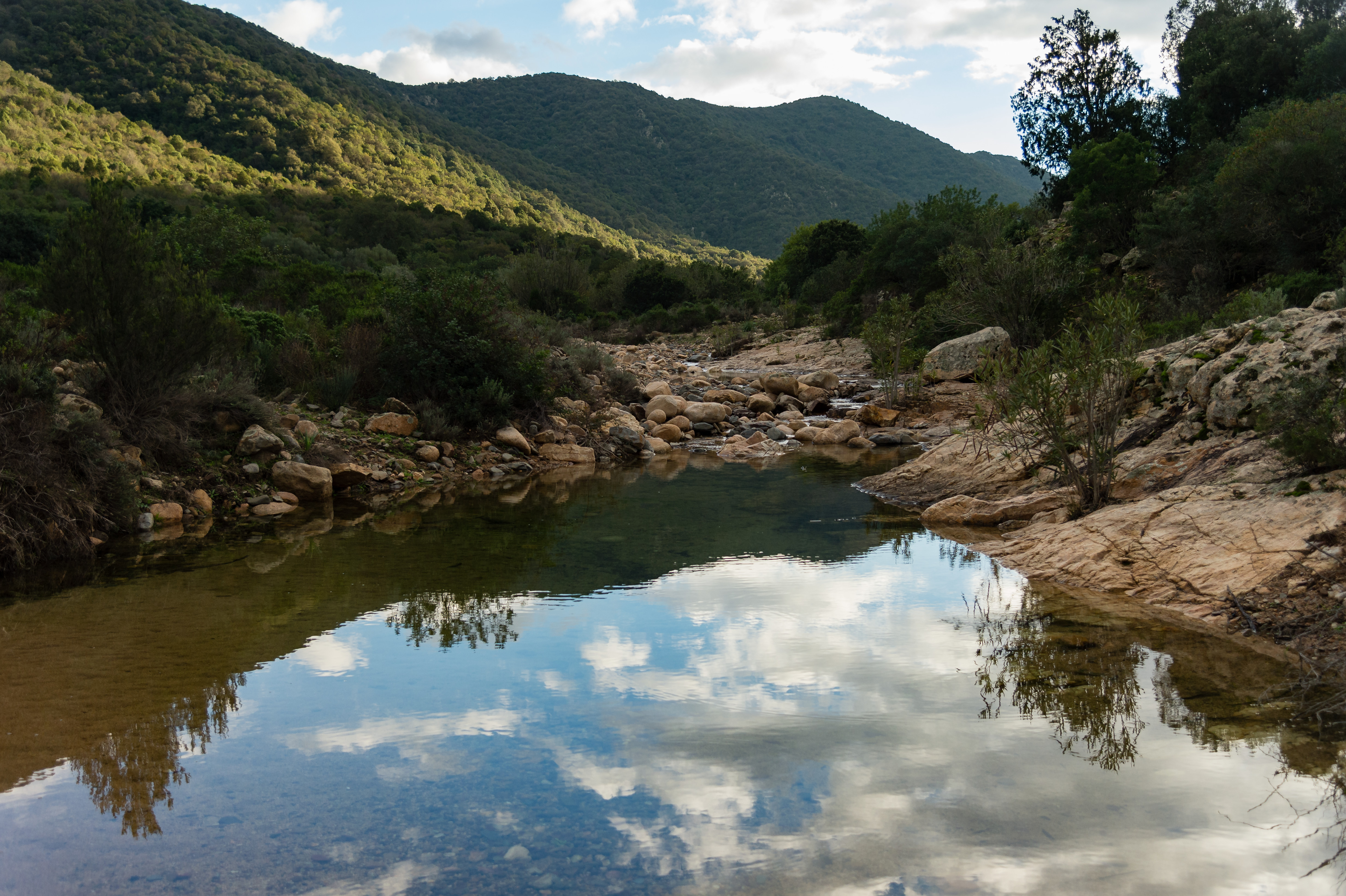
Rio Guttureddu

La riserva di Monte Arcosu è ubicata a circa 39,1° di latitudine Nord. Il clima della Sardegna, a questa latitudine, è caratterizzato da inverni miti e umidi ed estati calde e asciutte. Le nevicate sono un evento poco frequente e limitato ai rilievi più alti, con pochissimi eventi l'anno. Sugli stessi rilievi la piovosità annua è elevata, anche se concentrata nei mesi invernali. Ne consegue che l'unico limite opposto alla vegetazione è rappresentato dalla siccità estiva e dalle condizioni pedologiche.
Nell'intero territorio montano e collinare del Sulcis le condizioni pedologiche e climatiche sono favorevoli allo sviluppo di una vegetazione termofila e, negli ambienti più aridi, termoxerofila. Le specie botaniche che compongono la vegetazione della riserva sono pertanto quelle tipiche della sottozona calda del Lauretum del 2º tipo anche sui rilievi più alti, con la presenza di alcune specie insolite in condizioni microambientali particolari intorno ai 1 000 metri di altitudine.
A differenza del vicino massiccio del monte Linas, più a nord, dove le condizioni climatiche invernali non permettono lo sviluppo di una vegetazione arbustiva o arborea termofila nei rilievi più alti, nel Sulcis non ci sono limiti altimetrici: la vetta del rilievo più alto (Is Caravius, 1116 m) è interamente boscata e ospita specie termofile e, malgrado il toponimo, sempreverdi (piante sclerofille).
Le associazioni botaniche tipiche della riserva sono rappresentate dall'Oleo-ceratonion siliquae nei siti più aridi e soleggiati, dalla macchia mediterranea a erica e corbezzolo e dalla macchia-foresta in evoluzione verso la foresta mediterranea sempreverde. Lungo i corsi d'acqua s'insedia invece la vegetazione riparia, in cui spiccano l'oleandro, i salici e l'ontano nero.

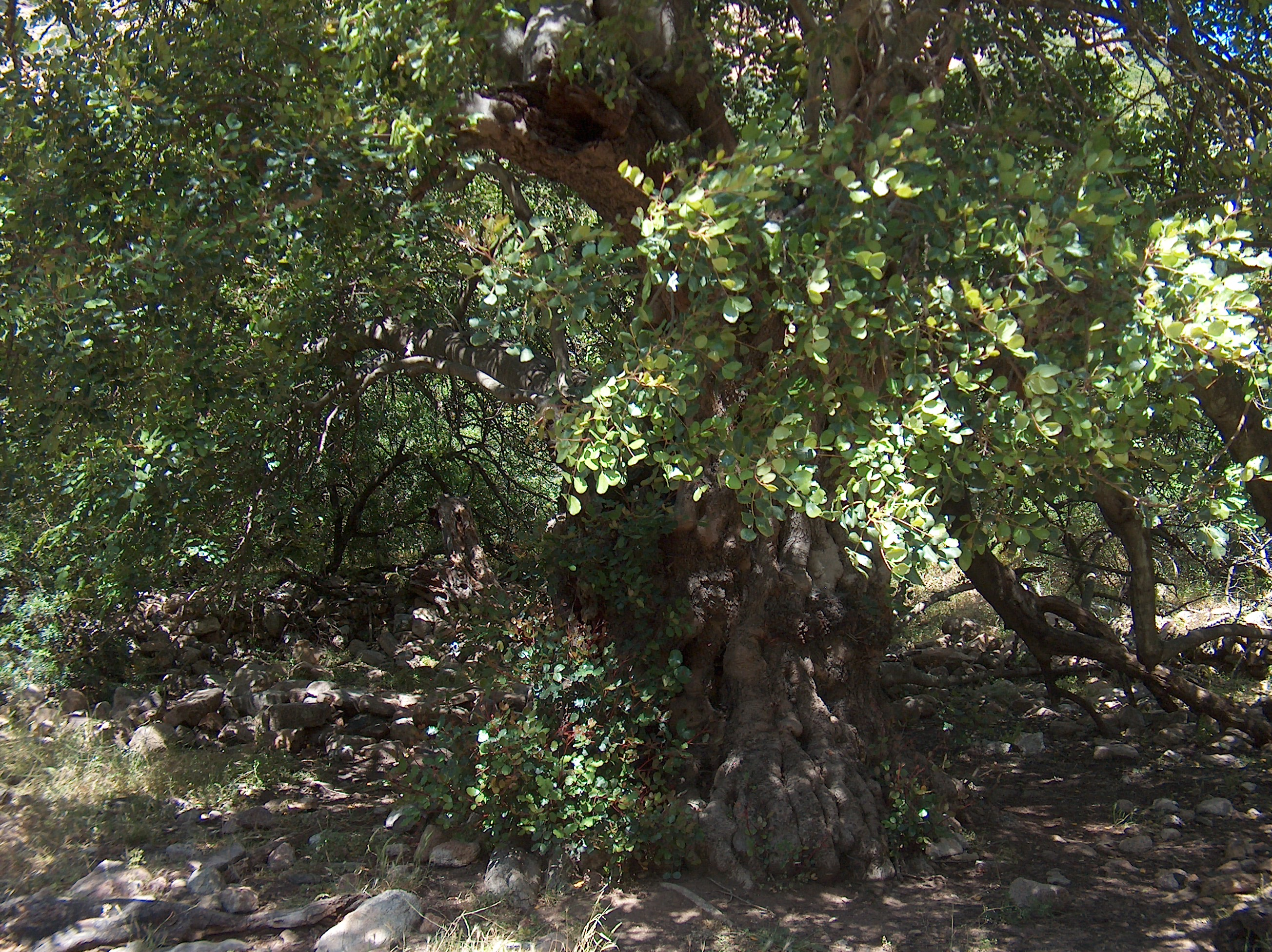
Un vecchio maestoso carrubo sul percorso dei sentieri A4 e A5.

Associazioni floristiche insolite a questa latitudine, ubicate presso il monte Lattias, sono rispettivamente una popolazione di tassi, la stazione più meridionale dell'isola, e una di pioppo bianco. Sono inoltre presenti relitti della lecceta primaria che un tempo si estendeva su tutto il massiccio del Sulcis.
Fra le specie arboree più rappresentative alle quote più basse si citano il carrubo, nelle aree a quota più bassa, il ginepro rosso e il ginepro fenicio, l'ontano nero, lungo il basso corso del rio Sa Canna e del Guttureddu. A quote più alte diventano invece comuni il leccio, la fillirea e il corbezzolo a portamento arboreo, la sughera.
Fra le specie arbustive sono abbondantemente rappresentate quasi tutte le essenze tipiche della macchia e della macchia termoxerofila: i ginepri, l'erica, il corbezzolo, la fillirea, i cisti, le ginestre, il lentisco, il mirto. Nelle stazioni più termofile è presente l'olivastro e in quelle più fresche il biancospino. Poco frequente è invece l'euforbia arborea.
Fra le specie fruticose, erbacee e lianose sono abbondantemente rappresentate le graminacee, le bulbose (Scilla, Allium, ecc.), il rosmarino, la betonica fetida, la lavanda selvatica, il ciclamino, il caprifoglio, lo smilace, il tamaro, la felce aquilina, le orchidee, l'asparago, il rovo, le clematidi, ecc.
La vegetazione riparia è rappresentata in particolare dai numerosissimi oleandri, dai salici e dagli ontani, associati ad elementi tipici della macchia termofila (mirto, lentisco, carrubo, cisto, ecc.).
Lo status particolare della riserva ha fatto in modo che quest'area sia stata oggetto di indagini specifiche sulla composizione floristica, come censimenti relativi alle specie endemiche, alle orchidee, ai licheni. Fra i dati significativi si cita la presenza di 219 specie determinate di licheni.

## Fauna

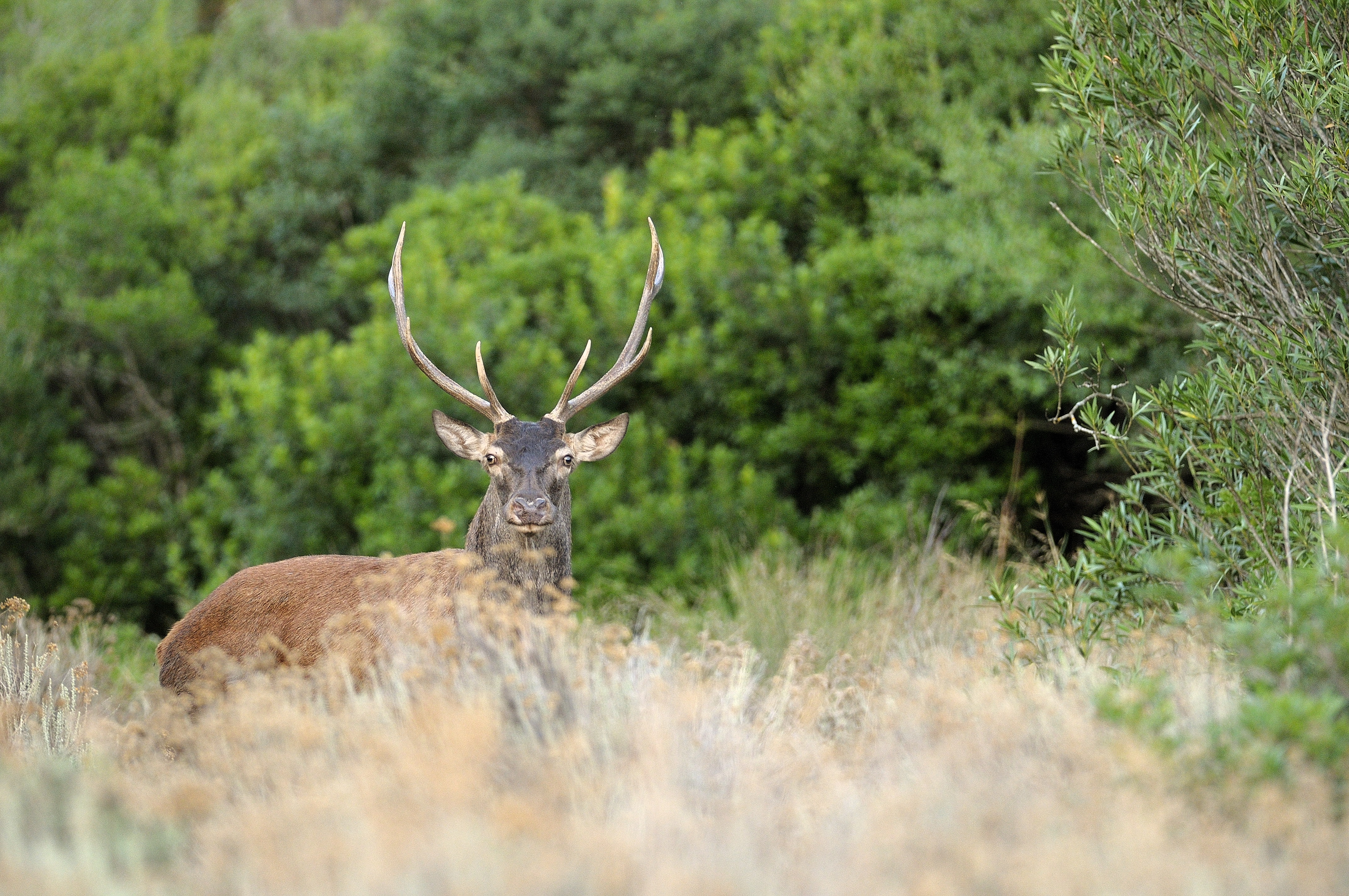
La fitta macchia alta è il rifugio ideale per il cervo sardo, che può essere avvistato presso le radure e le abbeverate.

### Mammiferi
La fauna è indubbiamente l'elemento di maggiore interesse anche se il meno appariscente. Il protagonista indiscusso, simbolo della riserva e dell'intero territorio, è il cervo sardo (Cervus elaphus corsicanus), endemismo sardo-corso che nel corso del XX secolo si è estinto in tutto l'areale d'origine con la sola eccezione delle foreste del Sulcis. Dopo aver sfiorato la completa estinzione fra gli anni sessanta e gli anni settanta, l'azione di ripopolamento dell'ex Azienda foreste demaniali della Regione Sardegna e l'istituzione dell'oasi di Monte Arcosu hanno permesso un lento ma progressivo incremento della popolazione e la graduale reintroduzione in altri ambienti da cui era scomparso (monte Linas, Sarrabus, Corsica). 
Nella riserva sono attualmente presenti oltre 1 000 esemplari, pari a circa un sesto della popolazione totale, ma è probabilmente in quest'area che il cervo raggiunge la massima densità. Malgrado si tratti ancora di una specie vulnerabile, l'emergenza del cervo sardo si è sensibilmente ridotta e attualmente è in corso anche la reintroduzione nel Gennargentu. Animale piuttosto schivo, il cervo sardo trova nella macchia e nella macchia-foresta il suo habitat ideale in cui rifugiarsi e può essere avvistato solo con silenziosi e pazienti appostamenti. La sua presenza si fa sentire in particolare durante la stagione della riproduzione (agosto-settembre) con il caratteristico bramito dei maschi.
Il secondo protagonista, fra i consumatori primari, è il cinghiale sardo (Sus scrofa meridionalis). Pur essendo comunissimo in tutta la Sardegna e la Corsica, questo mammifero è sistematicamente oggetto delle attenzioni del bracconaggio, di cui è vittima indiretta anche il cervo. Meno fugace del cervo, è più facile incontrarlo anche perché alcuni esemplari si arrischiano talvolta ad avvicinarsi all'uomo.

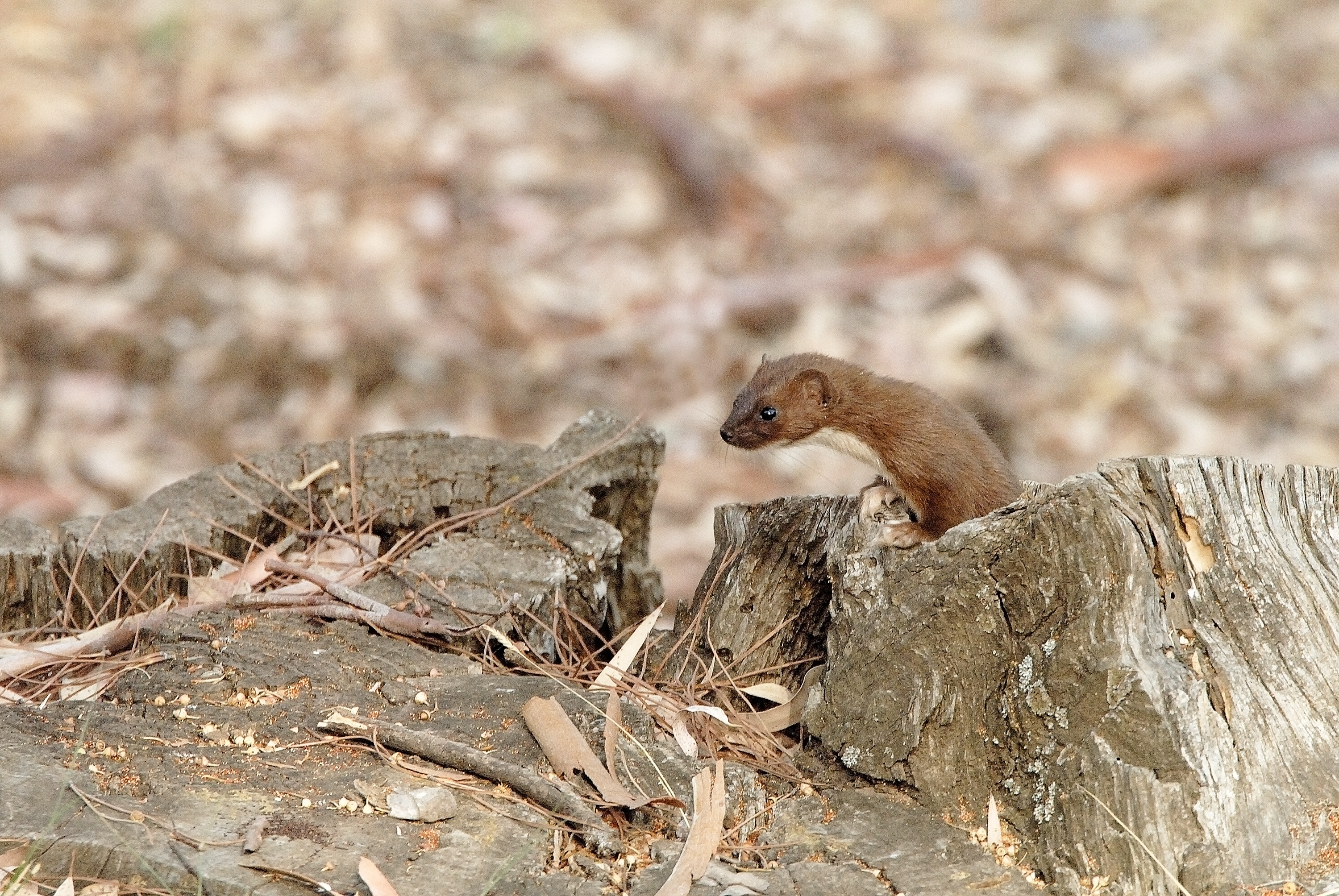
Esemplare di donnola Mustela nivalis boccamela

Fra i grandi mammiferi erbivori è presente anche il daino (Dama dama). Questa specie si estinse in Sardegna negli anni sessanta e fu in seguito reintrodotta dall'ex Azienda Foreste Demaniali in diverse località dell'isola. Poiché occupa la stessa nicchia ecologica del cervo, per prevenire la competizione interspecifica, il daino è confinato in un recinto faunistico lungo la carrareccia che costeggia il Guttureddu. Trattandosi di un sito di facile accesso, i daini sono abituati alla presenza dei visitatori, in gran parte rappresentati da scolaresche, perciò diversi capi sono socievoli e si avvicinano spontaneamente per carpire alimenti insoliti come merendine e dolciumi.
I mammiferi predatori sono rappresentati da quattro specie, presenti in diverse aree dell'isola, endemiche a livello di sottospecie: il Gatto selvatico sardo (Felis lybica sarda), la Volpe sarda (Vulpes vulpes ichnusae), endemismo sardo, la Martora (Martes martes), la Donnola (Mustela nivalis boccamela).
Fra gli altri piccoli mammiferi va segnalata, infine, la presenza specie abbastanza comuni quali la Lepre sarda (Lepus capensis mediterraneus), il Riccio (Erinaceus europaeus) e il Topo quercino sardo (Eliomys quercinus sardus), endemismo sardo-corso a livello di sottospecie.

### Uccelli

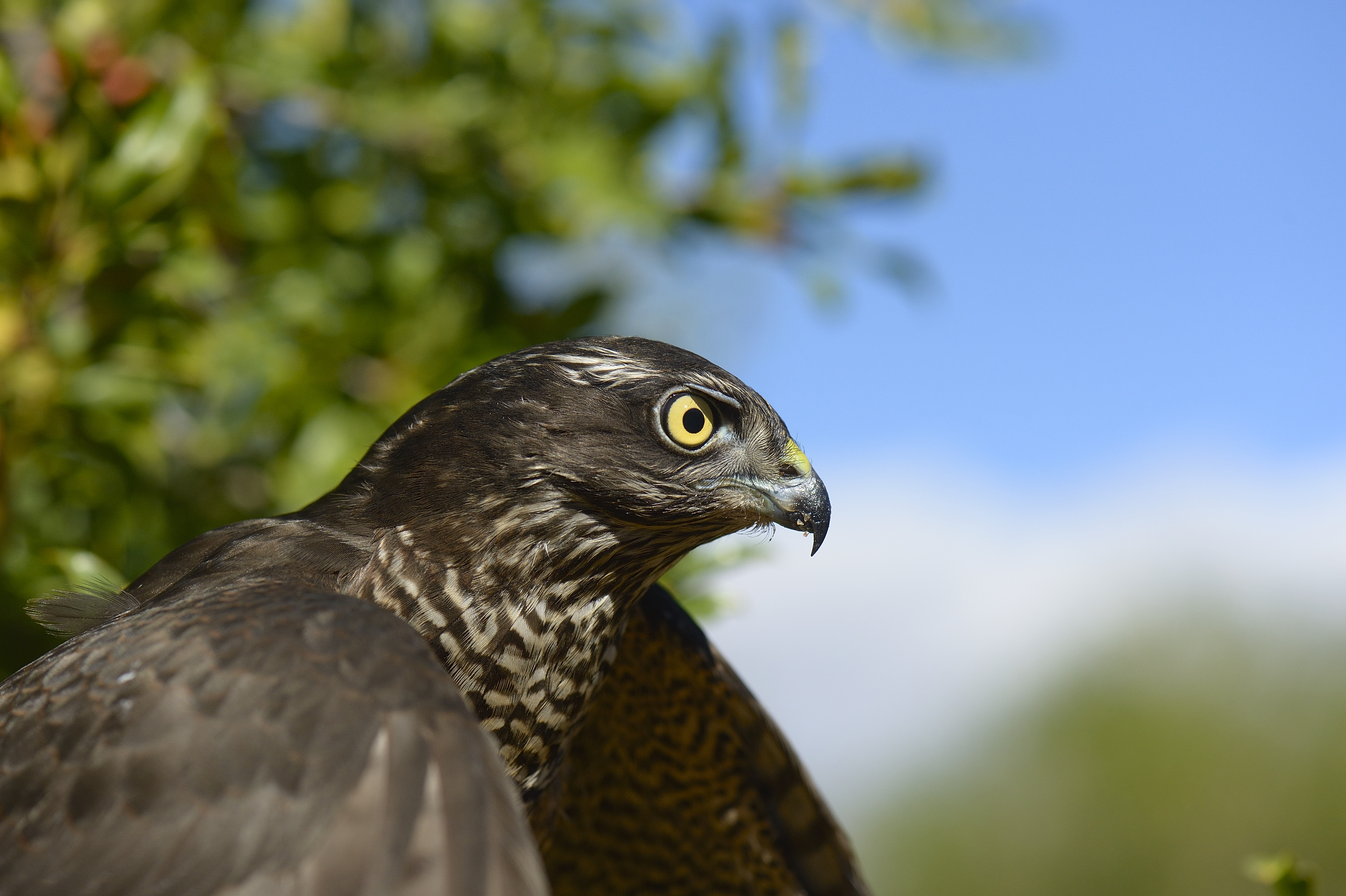
Esemplare di Sparviere sardo

La presenza degli Uccelli nella riserva ammonterebbe a circa 70 specie. Il maggiore interesse si concentra sui rapaci, specie più sensibili alle emergenze ambientali. La presenza più autorevole è quella l'Aquila reale (Aquila chrysaetos), la cui popolazione è dell'ordine di pochissime decine di coppie in tutta l'isola; la nidificazione all'interno del perimetro della riserva non è documentata in modo inequivocabile: le fonti, in generale riconducibili a pubblicazioni del WWF o di enti o persone collegate al WWF, la citano come nidificante. In ogni modo l'aquila è specie stanziale e nidificante nel territorio del Sulcis (una o due coppie) e copre come territorio di caccia un'area piuttosto vasta che comprende anche la riserva di Monte Arcosu. Fra gli altri rapaci diurni stanziali, dati per nidificanti, è accertata la presenza dell'Astore sardo (Accipiter gentilis arrigonii), del Falco pellegrino (Falco peregrinus) e dello Sparviere della Corsica (Accipiter nisus wolterstorffi), oltre alle specie comuni, rappresentate dalla Poiana sarda (Buteo buteo arrigonii) e dal Gheppio (Falco tinnunculus). Le specie migratrici avvistate con regolarità sono il Falco pecchiaiolo (Pernis apivorus), il Nibbio bruno (Milvus migrans), il Falco di palude (Circus aeruginosus).
Fra le altre specie di maggiore interesse ornitologico si cita la presenza di alcune comuni, come la Pernice sarda (Alectoris barbara) e la Ghiandaia (Garrulus glandarius), e altre invece più rare, come il Merlo dal collare (Turdus torquatus).

### Altri vertebrati

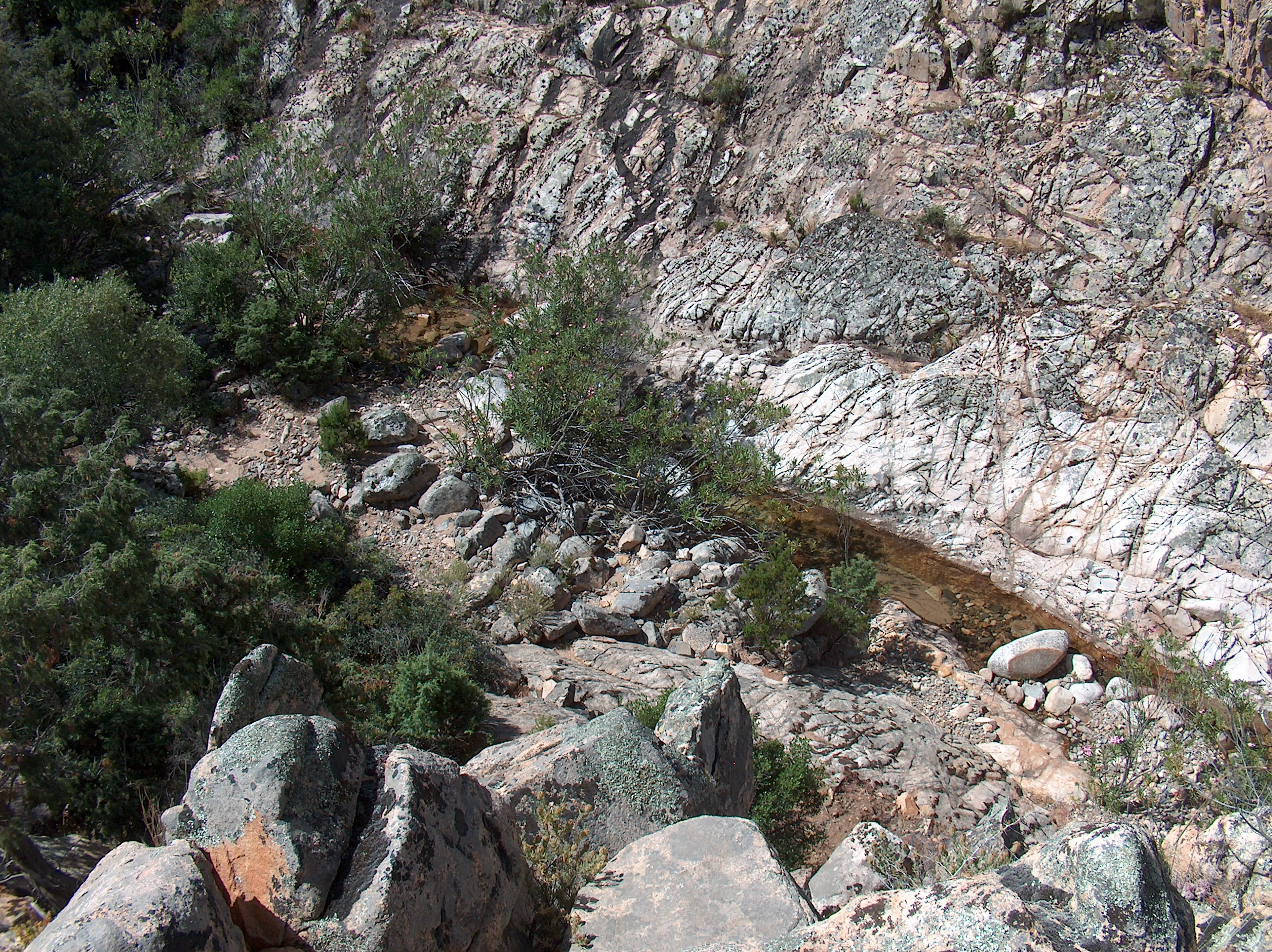
I torrenti, le pozze d'acqua e le anfrattuosità umide sono i siti che ospitano la maggior parte dei vertebrati inferiori.

Per quanto possa essere meno appariscente di quella dei Mammiferi e degli Uccelli, anche la fauna relativa ai Vertebrati inferiori vanta alcune interessanti presenze.
Fra i Rettili, oltre alle specie comuni e ubiquitarie, quali il Biacco (Coluber viridiflavus), la Natrice viperina (Natrix maura), la Lucertola campestre (Podarcis sicula), la Lucertola tirrenica (Podarcis tiliguerta, endemismo sardo-corso), ed altre, si segnala la presenza della Biscia dal collare (Natrix natrix cetti), specie piuttosto rara. Le tartarughe terrestri (Testudo marginata, T. hermanni e T. graeca) sono allevate in un recinto faunistico concepito per il recupero di queste specie presso l'area del rio Sa Canna.
Fra gli Anfibi, oltre alla comune Raganella sarda (Hyla sarda), endemismo tirrenico, sono presenti il Discoglosso sardo (Discoglossus sardus), endemismo tirrenico anch'esso, e il Geotritone dell'Iglesiente (Speleomantes genei), un raro paleoendemismo esclusivo del Sulcis-Iglesiente. L'avvistamento di queste due specie, entrambe con abitudini notturne, è tuttavia un evento raro in quanto il discoglosso è un rospo alquanto elusivo e il geotritone vive nascosto in anfrattuosità umide delle rocce.
Fra i pesci si cita la presenza dell'anguilla (Anguilla anguilla) e, in un torrente presso il monte Lattias, della trota sarda (Salmo ghigii), specie ormai diventata rara.

## Strutture logistiche

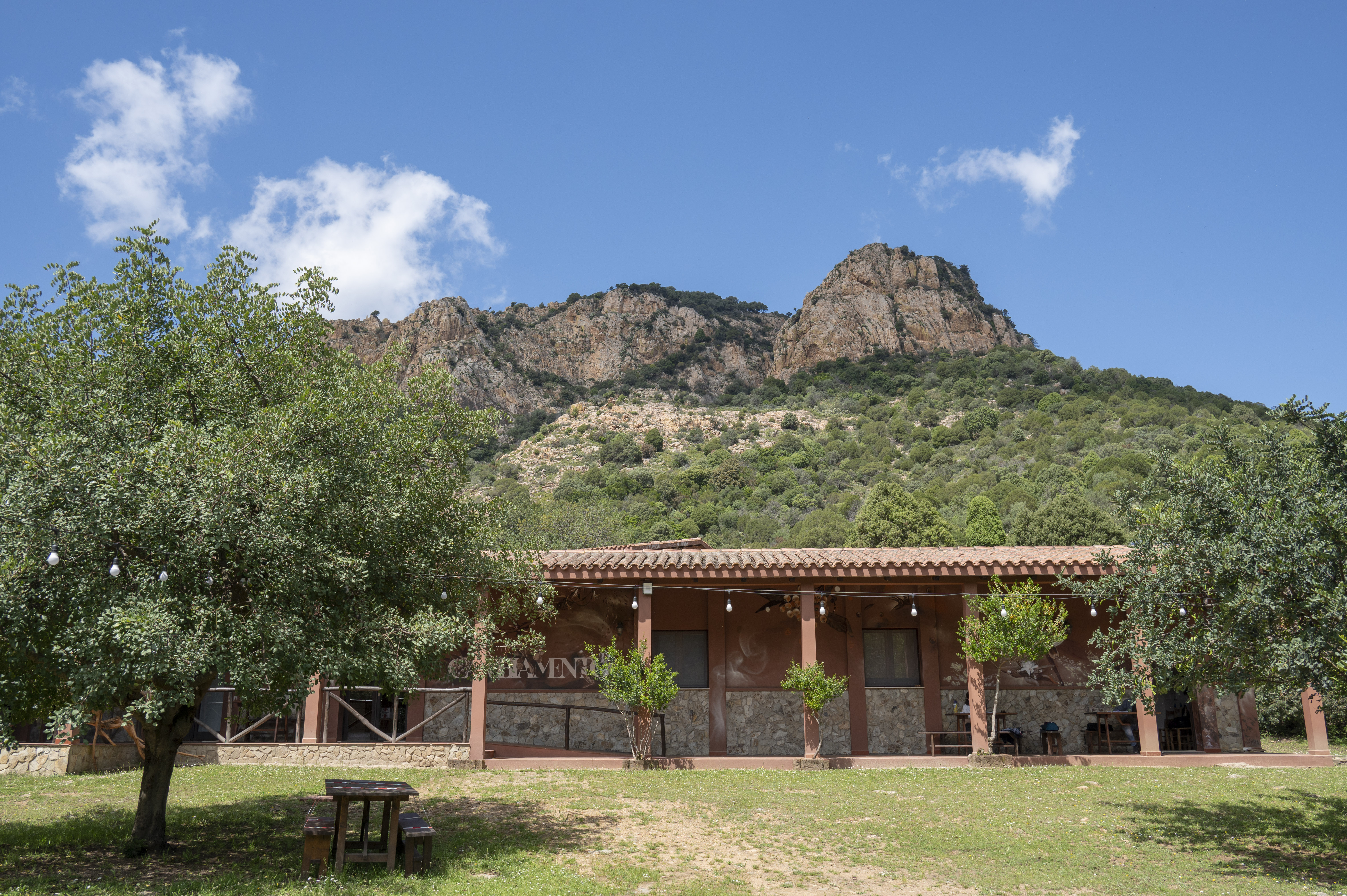
Ristorante Albergo Rurale Oasi del Cervo e della Luna "Sa Canna".

Le strutture logistiche principali sono su quattro livelli. La prima in ordine di accesso all’Oasi è la struttura dell’Ex Cava, la cui realizzazione è iniziata a fine 2020. Qui è programmato l’ingresso e la biglietteria a fianco di un ampio parcheggio dal quale partono i primi sentieri, un’area educativa con punto ristoro e possibilità di pernottamento. A Sa Canna, attuale ingresso della riserva, presso la confluenza del rio Sa Canna con il rio Guttureddu, in un'area aperta, attrezzata come parco ricreativo con suggestivi esemplari di carrubo e di ginepro rosso e, nelle vicinanze, con una fitta vegetazione riparia in cui prevalgono gli oleandri e gli ontani, ci sono un ristorante e una foresteria appena ristrutturati. I muri principali sono stati affrescati da Manu Invisible, Crisa, Pils con immagini e decori prevalentemente dedicati al Cervo Sardo. Al terzo livello, a circa 8 km alla fine della carrareccia che percorre la valle del Guttureddu, si trovano altre strutture, chiuse dopo il nubifragio del 2018, in attesa della messa in sicurezza dei percorsi. Perdu Melis, questo è il nome della località, è un'area immersa in una suggestiva vallata dominata dalle creste granitiche del monte Lattias e dai rilievi circostanti, interamente ricoperti da una fitta vegetazione.

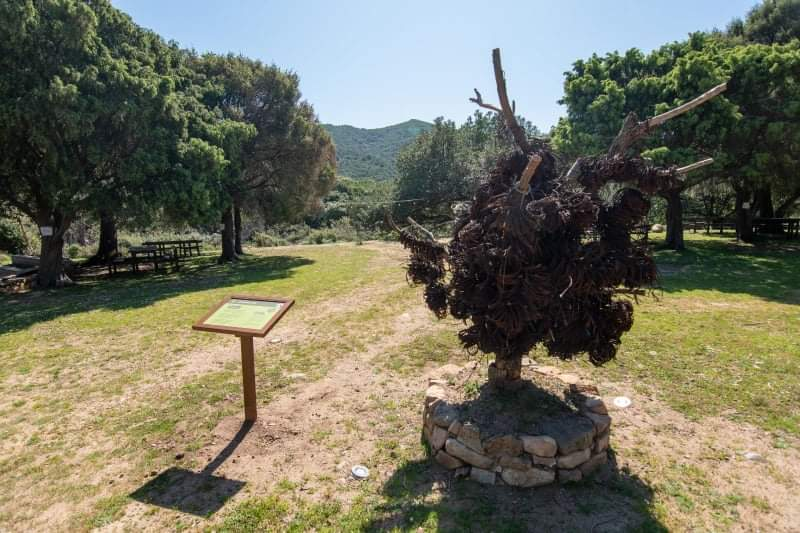
Albero della Vergogna, monumento realizzato con le trappole sequestrate ai bracconieri

Dai due centri visite partono altrettanti "sentieri natura", brevi percorsi predisposti con cartelli indicatori e alcuni attrezzati come punti sosta con tavole didattiche dedicate alla fauna e alla flora del territorio. Il "Sentiero Natura 1 - Sa Canna", che comprende due varianti di percorso, permette di attraversare una grande varietà di ambienti molto vicini fra loro, snodandosi dapprima lungo il Riu Sa Canna, poi inoltrandosi in una fitta area boscata fino a raggiungere la cima della collina che sovrasta il centro servizi, per poi discendere verso la valle del Riu Guttureddu e ritornare alla biglietteria. Il "Sentiero Natura 2 - Perdu Melis" si snoda invece quasi interamente all'interno del bosco che circonda il Riu Guttureddu attorno alla foresteria di Perdu Melis.
A questi due percorsi si aggiungono sette sentieri escursionistici che complessivamente coprono una rete di 80 km e sono differenziati per grado di difficoltà, lunghezza e durata di percorrenza. Alcuni, fra i più semplici, hanno lunghezze di pochi chilometri e sono concepiti per inesperti e per visite guidate, tuttavia percorrono siti interessanti sotto l'aspetto paesaggistico. Altri, più difficili e adatti al trekking e ad attività di osservazione, percorrono le aree più selvagge della riserva, fino a raggiungere i contrafforti dei rilievi. In questi sentieri, i percorsi sono di 15-25 km, con tempi di percorrenza di 4-6 ore, sono caratterizzati da un notevole grado di difficoltà, ma sono anche quelli che permettono più facilmente l'avvistamento della fauna più interessante come cervi e cinghiali all'abbeverata e rapaci in volo, oltre agli elementi floristici e paesaggistici più suggestivi.

## Vicende storiche

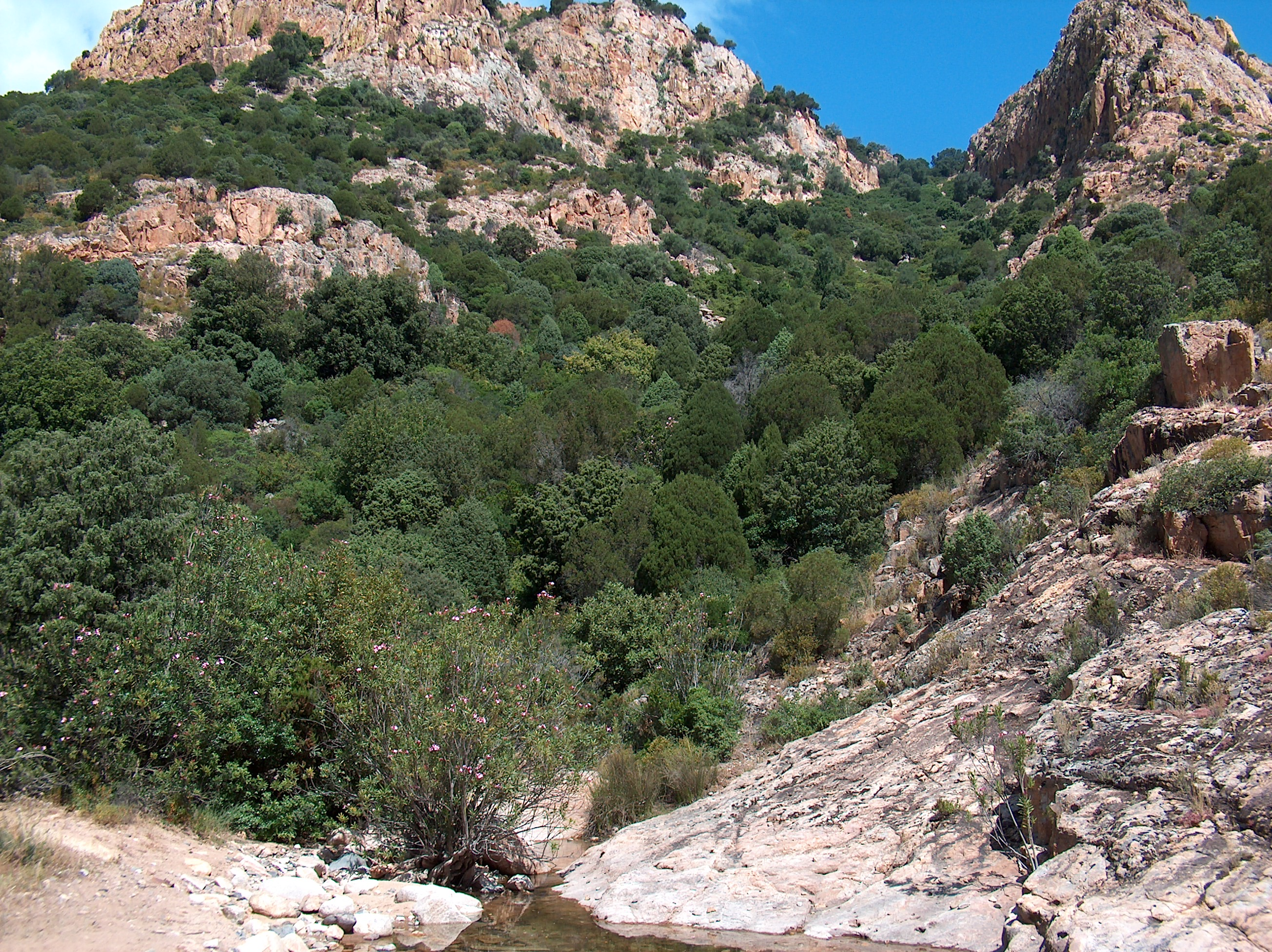
Macchia mediterranea e vegetazione riparia lungo il rio Sa Canna.

La storia della riserva di Monte Arcosu è legata a quella del cervo sardo e va inquadrata in un contesto che è il risultato di oltre un secolo di degrado ambientale del territorio e che ne ha minacciato l'estinzione. L'originario areale del cervo comprendeva gran parte dei territori della Sardegna e della Corsica. Nel corso degli ultimi secoli i disboscamenti e la caccia hanno ristretto inesorabilmente l'areale. Nonostante il divieto assoluto di caccia al cervo vigente dal 1939, nel corso del XX secolo la popolazione è andata progressivamente in diminuzione. Negli anni cinquanta l'areale era ridotto a tre siti corrispondenti alla macchia-foresta dei massicci della Sardegna meridionale (monte Linas, Sarrabus e Sulcis). Alla fine degli anni sessanta la popolazione era confinata nel territorio impervio che si estendeva da monte Arcosu a Is Cannoneris nel settore centrale e occidentale del massiccio del Sulcis. 
L'allevamento nei recinti e i tentativi di ripopolamento operati dall'Azienda Foreste Demaniali della Sardegna si sono rivelati efficaci solo in parte di fronte alla minaccia d'estinzione che incombeva a causa della pressione antropica sull'ecosistema delle foreste del Sulcis e del bracconaggio: nella metà degli anni ottanta il primo censimento attendibile stimò una consistenza di meno di 300 esemplari.
Pur essendo completamente spopolato, il territorio montano del Sulcis era soggetto ad una forte pressione antropica sotto diversi aspetti: allevamento caprino estensivo, taglio del bosco, raccolta di funghi, uccellagione, bracconaggio. Il bracconaggio, piaga non ancora debellata, si attuava in questo territorio anche a spese dei grandi mammiferi, con la caccia di frodo (cinghiale) e con i lacci (cinghiale e cervo). Questi ultimi consistono in lacci in cavo d'acciaio tesi lungo i passaggi e che in genere provocano la morte per strangolamento. La pratica del bracconaggio è favorita dalla particolare morfologia del territorio, costituita da un labirinto di gole e crinali impervi ricoperti da una fitta macchia che rende impossibile il controllo a distanza. Fino agli anni ottanta gli organici del Corpo Forestale erano tali da non permettere un controllo capillare del territorio, soprattutto nelle aree non occupate dalle foreste demaniali.

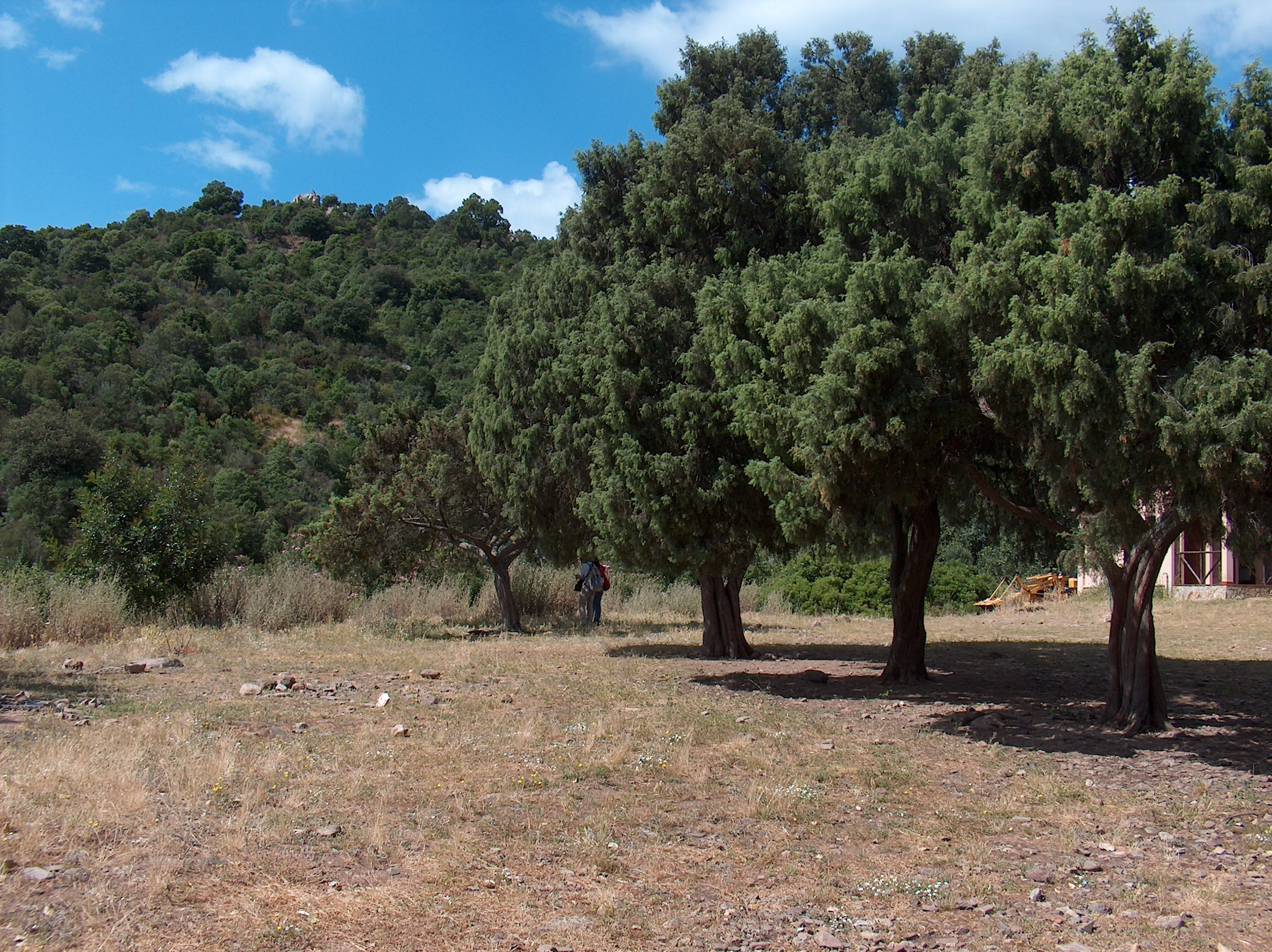
Alberi di ginepro rosso nell'area ricreativa presso il centro servizi

L'azione del WWF Italia s'inserisce in questo contesto con la raccolta di fondi destinati all'acquisizione di un'area destinata ad ospitare e proteggere il cervo sardo. L'area di 3 000 ettari, che si estendeva a est del monte Lattias e del monte Arcosu, era una riserva di caccia privata. Fino agli anni ottanta il territorio di questa riserva aveva beneficiato di una forma di tutela ambientale grazie all'impiego di guardiacaccia. A seguito dell'abolizione delle riserve private, venne meno l'interesse dei proprietari alla conservazione di questo patrimonio ambientale e decisero di mettere in vendita l'area per un importo di circa 600 milioni di lire. Venuto a conoscenza della vicenda, Antonello Monni, presidente del WWF Sardegna, propose al WWF Italia l'acquisto dell'area, che allora ospitava una parte degli ultimi esemplari del cervo sardo.
La somma necessaria per l'operazione ammontava a circa due terzi del fatturato annuo del WWF Italia e la dotazione di liquidità era di 80 milioni. Per raccogliere i fondi necessari fu avviata una massiccia campagna di sensibilizzazione attraverso la stampa, la televisione, l'editoria giovanile, le scuole. L'efficacia dell'impatto fu tale da realizzare una sottoscrizione di portata storica alla quale contribuirono le scuole, i privati cittadini e l'Unione Europea fino a superare l'importo necessario per l'acquisizione dell'area.
Nel 1985 venne istituita la riserva senza il preventivo avallo delle amministrazioni locali. L'iniziativa incontrava resistenza e diffidenza in una parte della popolazione, che vedeva minacciate consuetudini ormai radicate da epoche remote. Durante la fase di acquisizione ci furono manifestazioni di opposizione nei comuni di Capoterra e Uta soprattutto dietro la pressione della lobby venatoria. Il WWF scelse inizialmente un approccio morbido, allo scopo di giungere ad una condivisione d'intenti con la popolazione dei centri limitrofi. In particolare autorizzò il proseguimento dell'esercizio della pastorizia agli allevamenti caprini che insistevano all'interno del territorio della riserva e tollerò ufficiosamente la pratica dell'uccellagione, attività illegale esercitata in modo massiccio in quel territorio. L'obiettivo primario era quello della protezione totale nei confronti dei grandi mammiferi.

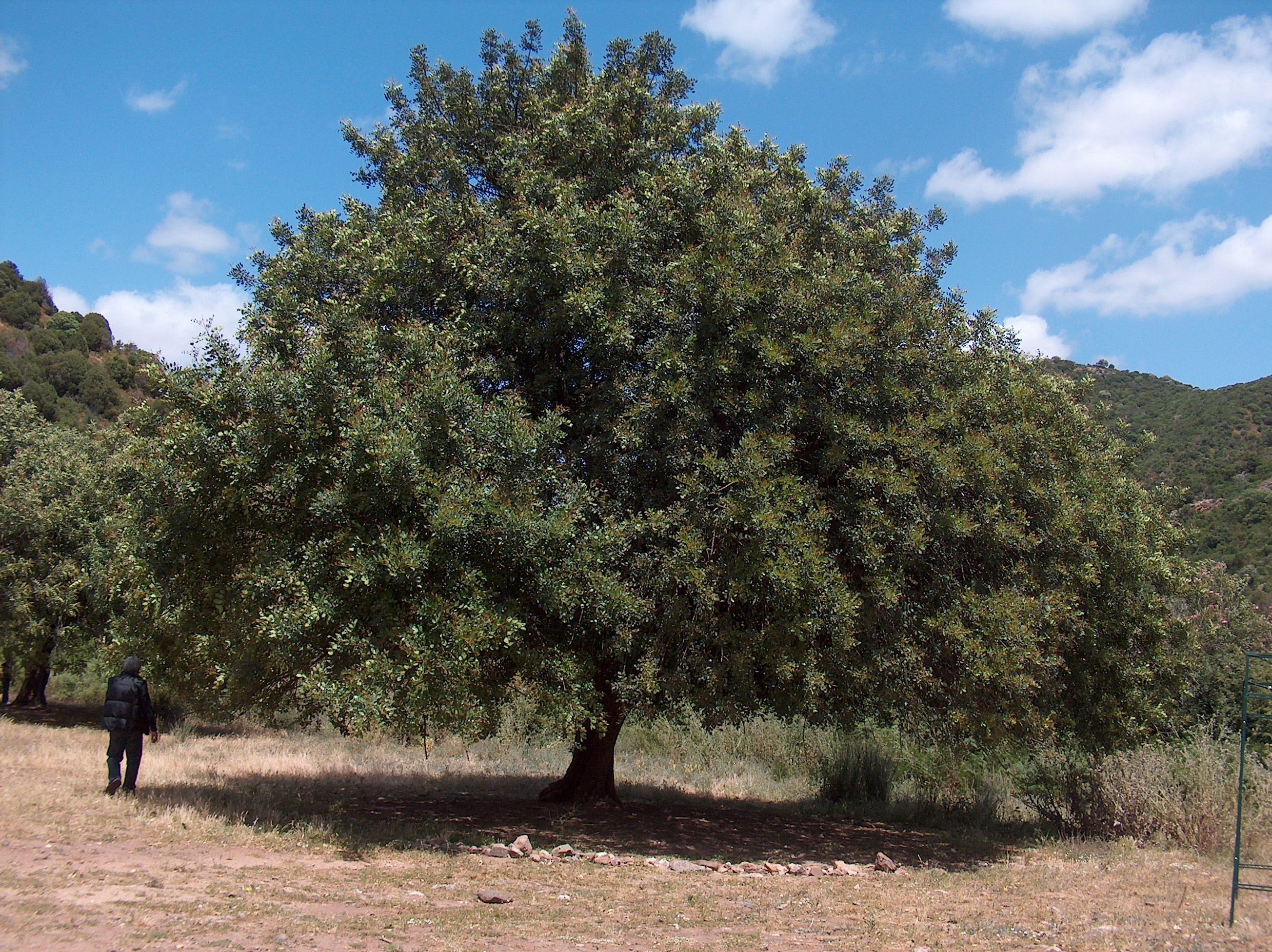
Uno dei carrubi nell'area ricreativa presso il centro servizi

Nonostante i tentativi di compromesso, la minaccia dei bracconieri contro il cinghiale sardo e il cervo sardo persiste a livelli d'emergenza: ogni anno le guardie volontarie del WWF rimuovono migliaia di lacci. Questo è il principale motivo che ha portato, in un secondo momento, ad una inversione di tendenza da parte dell'associazione con l'adozione di una gestione più restrittiva. Attualmente è vietato l'esercizio di attività economiche estranee agli interessi del WWF, ivi compreso l'allevamento estensivo e, a maggior ragione, l'esercizio di qualsiasi attività venatoria legale o meno.
Nel 1988 fu formalizzato lo status giuridico di area protetta a gestione privata con un apposito provvedimento legislativo.
Nel 1996 fu acquistato, con i fondi raccolti dalla campagna Benjamina, il secondo lotto di 600 ettari che si estende a ovest dell'area di prima acquisizione.
L'importanza strategica della riserva è documentata dal successo ottenuto nel ripopolamento del cervo sardo: nel 1985 la popolazione censita nella riserva era di 80 esemplari, in un censimento ufficiale del 2005 è stata stimata una popolazione di 1 000 capi che si sommano ad oltre 1 500 capi distribuiti nelle foreste demaniali adiacenti. Nel censimento del 2007 è stata stimata ufficialmente una popolazione di circa 1 000 esemplari su un totale di 7 196 presenti nell'isola. Le aree interessate dallo studio si trovano all'interno degli areali del bramito. Il Servizio Territoriale di Sassari ha condotto il censimento nella foresta demaniale di monte Lerno (Pattada), in circa 30 km². Il Servizio Territoriale di Cagliari ha eseguito il censimento nelle aree di bramito del Sulcis, in circa 140 km², nel Sarrabus, in circa 120 km², nel Guspinese-Arburese, in circa 135 km², e nella foresta demaniale di Monti Mannu (Villacidro) in circa 21 km².
Secondo i progetti della Regione Sardegna, di alcuni Comuni interessati, del WWF, la prospettiva futura sarebbe l'integrazione della riserva nel costituendo Parco del Sulcis, la cui estensione dovrebbe essere limitata, secondo il disegno di legge, al solo territorio occupato attualmente dalle foreste demaniali e dall'oasi del WWF. Tale territorio corrisponde a meno della metà della superficie prevista in origine (circa 68 000 ettari).

### Cartografia di riferimento
- Cartografia Piano Paesaggistico Regionale, su Sardegna 2D. URL consultato il 16 luglio 2007 (archiviato dall'url originale il 29 giugno 2007). (Ortofoto IT2006, scala 1:2000, collegata a cartografia IGM e carta idrografica della Sardegna).
- Carte topografiche IGM in scala 1:25000: Foglio 556, Sezioni II (Assemini) e III (Monte Rosas); Foglio 565, Sezioni I (Capoterra) e IV (Narcao).